# Biberstein
Biberstein és un municipi del cantó d'Argòvia (Suïssa), situat al districte d'Aarau.